# Laurentius Hora
Laurentius Hora OSB (* 3. Oktober 1900 in Pilsen als Erich Hora; † 23. Juni 1977 in Seckau) war ein österreichischer Ordenspriester, Naturwissenschaftler, Pädagoge, Jugendseelsorger und Organist.

## Leben und Werk
Hora besuchte die Volksschule in Graz und das Gymnasium in St. Pölten. Er plante danach zunächst eine Offizierslaufbahn, entschied sich aber, nachdem er das Jahr 1918 im Kriegsdienst verbracht hatte, dagegen und entschloss sich, Maschinenbau zu studieren. Durch den Kontakt mit der katholischen Jugendbewegung Neuland lernte er die Benediktinerabtei Seckau kennen und verspürte seine Berufung zum Priester.
Nach Abschluss seines Studiums zum Diplomingenieur im Maschinenbau, trat er 1927 in die Benediktinerabtei Seckau ein und begann danach sein Philosophie- und Theologiestudium. 1932 wurde er zum Priester geweiht. 1935 schrieb er sich an der Universität Graz sowie der Technischen Hochschule Graz ein und studierte neben naturwissenschaftlichen Fächern Psychologie und Pädagogik. Seine Dissertation wurde ihm aber von den Nationalsozialisten verweigert, da er seit seiner Weihe zum Priester Ordensgeistlicher war.
Hora übte neben dem Amt des Jugendseelsorgers, Exerzitienleiters und Religionslehrers auch das des Organisten aus. Er wurde mit dem Umbau der großen Seckauer Mauracher Orgel betraut, das Vorhaben wurde 1940 mit der Aufhebung der Abtei durch die Gestapo unterbrochen. Nach einem kurzen Aufenthalt in der Erzabtei Beuron wurde Hora 1941 zum Wehrmachtsdienst eingezogen und als Sanitätsunteroffizier verwendet. Daneben und später setzte er seine künstlerische musikalische Tätigkeit fort. Nach Kriegsende konnte das Projekt der Orgelneugestaltung 1959 wieder in Angriff genommen werden. Hora entwickelte eine ausgedehnte Orgelforschung. Er hinterließ eine umfangreiche organographische Sammlung.
Nach der Lehramtsprüfung 1946 unterrichtete Hora am Abteigymnasium Seckau Mathematik, Physik und Darstellende Geometrie. Zur Erinnerung an sein Wirken finden alljährlich die „Seckauer Gespräche“ statt, die gesellschaftspolitische und theologische Themen behandeln.
Er war Mitglied der Katholisch österreichischen Studentenverbindung Gothia Seckau im MKV.